# Bettina Balàka
Bettina Balàka (ur. 27 marca 1966 w Salzburgu) – austriacka pisarka, poetka, dramatopisarka, eseistka, tłumaczka.

## Życiorys
Bettina studiowała język angielski i włoski w instytucie tłumaczeń na Uniwersytecie Wiedeńskim, uzyskując tytuł magistra w 1991 roku. W czasie studiów odwiedziła Wielką Brytanię i Stany Zjednoczone. Otrzymała kilka nagród za swoją poezję, eseje i fikcję, w tym Stypendium Roberta Musila (Robert Musil Scholarship) za Eisflüstern (2006).
Oprócz powieści, poezji, dramatów i słuchowisk radiowych,  Balàka często współtworzy literackie czasopisma i antologie. Mieszka z córką w Wiedniu.

## Wybrana twórczość

### Poezja i proza
- Die dunkelste Frucht 1994
- Krankengeschichten, 1996
- Road movies. 9 Versuche aufzubrechen, 1998
- Der langangehaltene Atem, 2000
- Messer, 2000
- Im Packeis, 2001
- Dissoziationen. Gedichte aus Pflanzen und Vögeln, 2002
- Unter Jägern, 2002
- Eisflüstern, 2006
- Schaumschluchten, 2009
- Auf offenem Meer, 2010
- Kassiopeia, 2012
- Unter Menschen., 2014
- Die Prinzessin von Arborio, 2016

### Sztuki teatralne
- Zu dünn, zu reich, 2001
- Steinschlag, 2001

### Słuchowiska radiowe
- Als ich Mutter wurde, ORF 2002
- Ja, Sir! Ginko-Baum, Sir!, ORF 2003
- Das Herz aus der Decke, ORF 2003
- Steinschlag, DLF 2006
- Nur Wasser. Wie wir, ORF 2006